# Angèle Manteau
Angèle Georgette Ghislaine Manteau, née à Dinant le 24 janvier 1911 et morte à Alost le 20 avril 2008, est une éditrice belge. Selon l'Académie royale flamande des Sciences et des Arts, qui l'a récompensée en 2003, elle est « la principale éditrice littéraire flamande du XXe siècle » et sa maison d'édition a « incontestablement marqué l’histoire de la littérature flamande ».

## Biographie
Née à Dinant, son père est un industriel du secteur textile d'origine lilloise et sa mère est belge. À la fin des années 1920, elle étudie quelque temps la chimie  à l'université libre de Bruxelles. Au cours de ces années d'études, elle loue une chambre chez un couple  néerlandais, Jan Greshoff – journaliste, critique et poète – et Aty Brunt, où elle apprend le néerlandais et découvre la littérature néerlandaise. Elle travaille quelques années pour l'éditeur Alexander Stols, puis fonde en 1932 l'Algemene Importhandel A Manteau. Six ans plus tard, grâce à l'aide financière de l'éditeur néerlandais Robbert Leopold, elle lance sa propre maison d'édition : A Manteau NV.
De 1938 à 1970, la maison Manteau édite entre autres les écrivains flamands suivants : Johan Daisne, Louis Paul Boon, Hubert Lampo, Piet van Aken, Hugo Claus, Jos Vandeloo, Ward Ruyslinck, Jef Geeraerts, Paul Snoek, Karel van de Woestijne, Herman Teirlinck, August Vermeylen. Elle lance dans les années soixante l'auteur néerlandais Jeroen Brouwers qui travaillait depuis 1964 pour la maison d'édition comme secrétaire, puis comme rédacteur.
Fin 1970, elle quitte la maison d'édition, qui depuis 1965 était intégrée au groupe néerlandais Van Goor, et travaille pour Elsevier à Amsterdam. Les éditions Manteau poursuivent cependant leurs activités. Dans les années 1970 et dans la première moitié des années 1980, Julien Weverbergh, qui avait été engagé auparavant par Angèle Manteau en tant que responsable de la série de livres de poche Vijfde Meridiaan, est à la tête de l'entreprise.
En 1986, Angèle Manteau devient membre de l'ordre d'Orange-Nassau ; la même année, le roi Baudouin lui accorde le titre de baronne. En 1998, l'ex-éditrice fait transférer une partie de ses archives littéraires personnelles à la Bibliothèque royale de La Haye. Une autre partie est ensuite déposée à l'AMVC-Letterenhuis d'Anvers, où les archives des éditions Manteau sont conservées.
Le 13 décembre 2003, l'Académie royale flamande des Sciences et des Arts lui remet la Gouden Penning (« Médaille d'Or »).
Angèle Manteau meurt le 20 avril 2008 à l'âge de 97 ans dans un hôpital d'Alost.

## Publications
Recueils de contes
- Antwerpse verhalen, Hadewijch, Anvers, 1983  (ISBN 90-70876-01-9)
- Brusselse verhalen (illustré par Steven Wilsens), Hadewijch, Anvers, 1984  (ISBN 90-70876-07-8)
- Vlaamse Kerstverhalen, Hadewijch, Anvers, 1984  (ISBN 90-70876-05-1)

Autobiographie
- Ja, maar mevrouw, deze schrijven Nederlands - Een uitgeefster aan het woord over het boekenvak (en collaboration avec Roger H. Schoemans), Standaard Uitgeverij, Anvers, 2000  (ISBN 90-02-20996-7)

Traductions
- Emmanuel Bove
  - Mijn vrienden (Mes amis), Uitgeverij de Prom, Baarn, 1981
  - Armand, Uitgeverij de Prom, Baarn, 1983
- Françoise Sagan
  - De geverfde vrouw (La Femme fardée), Uitgeverij de Prom, Baarn, 1982
  - Een roerloos onweer (Un Orage immobile), Uitgeverij de Prom, Baarn, 1983

## Source
- (nl) Cet article est partiellement ou en totalité issu de l’article de Wikipédia en néerlandais intitulé « Angèle Manteau » (voir la liste des auteurs).